# Brian Lumley
Brian Lumley (Durham, 2 dicembre 1937 – Durham, 2 gennaio 2024) è stato uno scrittore e militare britannico.

## Biografia
Brian Lumley nacque il 2 dicembre 1937 nella Contea di Durham.
Prestò servizio per 22 anni nell'esercito britannico, raggiungendo il grado di Warrant officer e svolgendo missioni nei punti strategici della guerra fredda quali Berlino e Cipro.
Ritiratosi nel 1980, divenne scrittore a tempo pieno di narrativa horror proponendosi come continuatore del Ciclo di Cthulhu di Howard Phillips Lovecraft tramite il personaggio di Titus Crow-
Divenne principalmente noto per la saga Necroscope, composta da 18 volumi, che gli valse il Premio Bram Stoker alla carriera nel 2009 e il Premio World Fantasy (categoria Lifetime Achievement) nel 2010.
Morì il 2 gennaio 2024 all'età di 86 anni.

## Opere tradotte in italiano

### Romanzi
- La saga di Titus Crow (The Burrowers Beneath) (1974), Roma, Fanucci, 1991 traduzione di Claudia Scipioni ISBN 88-347-0051-1.
- Ritorna Titus Crow (The Transition of Titus Crow) (1975), Roma, Fanucci, 1993, traduzione di Rosa Russo ISBN 88-347-0375-8.
- Ithaqua, il mostro (Spawn of the winds) (1978), Milano, Mondadori, 1996 traduzione di Stefano Di Marino
- Khai (Khai of ancient khem) (1980), Roma, Fanucci, 1991 traduzione di Carla Borelli ISBN 88-347-0046-5.
- Il mondo dei sogni (Ship of dreams) (1986), Roma, Fanucci, 1993 traduzione di Bernardo Cicchetti ISBN 88-347-0045-7.
- Necroscope (1986), Milano, Bompiani, 1993 traduzione di Ornella Ranieri Davide ISBN 88-452-2132-6.
- La luna dei sogni (Mad moon of dreams) (1987), Roma, Fanucci, 1993 traduzione di Carlo Borriello ISBN 88-347-0511-4.

### Antologie
- Il ritorno degli zombie (The Mammoth Book Of Zombies) (1993), supplemento ad Urania Classici n. 208